# Мартін (округ, Індіана)
Шаблон:StateAbbr_ 38°43′ пн. ш. 86°48′ зх. д. / 38.71° пн. ш. 86.8° зх. д.
Округ Мартін (англ. Martin County) — округ (графство) у штаті Індіана, США. Ідентифікатор округу 18101.

## Демографія
За даними перепису
2000 року
загальне населення округу становило 10369 осіб, зокрема міського населення було 2706, а сільського — 7663.
Серед мешканців округу чоловіків було 5248, а жінок — 5121. В окрузі було 4183 домогосподарства, 2876 родин, які мешкали в 4729 будинках.
Середній розмір родини становив 3.
Віковий розподіл населення поданий у таблиці:
| Стать    | До 15 років | 15-21 | 22-29 | 30-39 | 40-49 | 50-65 | 65-85 | Понад 85 |
| -------- | ----------- | ----- | ----- | ----- | ----- | ----- | ----- | -------- |
| Чоловіки | 1102        | 531   | 468   | 753   | 834   | 916   | 594   | 50       |
| Жінки    | 1023        | 423   | 464   | 667   | 802   | 914   | 730   | 98       |

## Суміжні округи
- Ґрін — північ
- Лоуренс — схід
- Орандж — південний схід
- Дюбойс — південь
- Дейвісс — захід

## Виноски
1. ↑  U.S. Decennial Census. United States Census Bureau. Архів оригіналу за 4 квітня 2018. Процитовано 10 липня 2014.
2. ↑  Historical Census Browser. University of Virginia Library. Архів оригіналу за 11 серпня 2012. Процитовано 10 липня 2014.
3. ↑  Population of Counties by Decennial Census: 1900 to 1990. United States Census Bureau. Архів оригіналу за 4 жовтня 2014. Процитовано 10 липня 2014.
4. ↑  Census 2000 PHC-T-4. Ranking Tables for Counties: 1990 and 2000 (PDF). United States Census Bureau. Архів оригіналу (PDF) за 18 грудня 2014. Процитовано 10 липня 2014.
5. ↑  Martin County QuickFacts. Бюро перепису населення США. Архів оригіналу за 7 червня 2011. Процитовано 25 вересня 2011.(англ.) Наведено за англійською вікіпедією.
6. ↑  American FactFinder. Бюро перепису населення США. Архів оригіналу за 26 лютого 2012. Процитовано 31 січня 2008.

| США | Це незавершена стаття з географії США. Ви можете допомогти проєкту, виправивши або дописавши її. |